# Акме

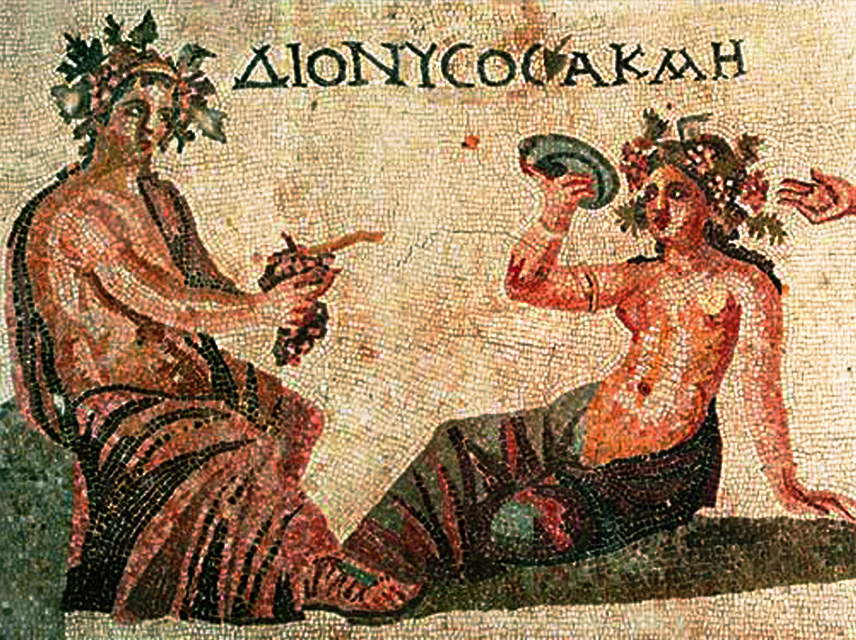
Діоніс і німфа Акме, будинок Діоніса, Пафос (Кіпр), 4 ст. н. е.

Акме (дав.-гр. ακμή — найвища точка, вершина) — соматичний, фізіологічний, психологічний і соціальний стан особистості, який характеризується зрілістю її розвитку, досягненням найбільш високих показників у діяльності, творчості.
Вважається, що даний період у житті людини припадає на вік від 30 до 50 років.
У психоаналізі даний термін позначає «пік» задоволення в сексуальному акті. Інше розуміння акме - зрілість, найкращий вік людського життя (30-45 років)
У медицині: найвища точка розвитку захворювання.
Акме — вершина, пік, вищий ступінь чого-небудь, розквіт. Акмеологія  — комплексна міждисциплінарна галузь наукового знання, що досліджує: психічну сферу людини у розквіті її розумових та фізичних можливостей; об'єктивні та суб'єктивні фактори і найбільш загальні закономірності, що заважають або сприяють якісному розвитку особистості, досягненню вершин професійної діяльності — акме.
У 144 р. до н. е. — цей термін використовував Апполодор Олександрійський, але у скороченому вигляді, як — Акме.
Поняття акмеологія в психологічну науку вперше ввів М. О. Рибніков у 1928 р., позначаючи ним вікову психологію зрілості або дорослості. М. О. Рибніков, один із перших працівників Психологічного інституту Російської Академії освіти, займався проблемами педагогічної і вікової психології, психології нам'яті та питаннями акмеології. Він створив Біографічний інститут, мета якого полягала у систематизації і вивченні людських біографій. Учений планував створити Центр всебічного, систематичного, тривалого вивчення людини на всіх стадіях її розвитку [1].

### Сім мудреців, що досягли Акме (як вищого еталону досягнення Мудрості)
1. Соломон (1011—928 до н. е.)
2. Фалес з Мілета(624—547 до н. е.)
3. Біант з Прієни (590—530 до н. е.)
4. Солон із Афін (640 560 до н. е.)
5. Піттак із Мітилени (570—560 до н. е.)
6. Клеобух з Лінда (~ 600 до н. е.)
7. Хілон зі Спарти (596—528 до н. е.)
8. Періандр з Коринфа (627—586 до н. е.)

## Історичні аспекти акмеологічного знання

### І етап: «Осмислення досягнень у природі»
1. Анаксимандр з Мілета (610—546 до н. е.)
2. Анаксимен (585—525 до н. е.)
3. Геракліт (520—460 до н. е.)
4. Піфагор (580—500 до н. е.)
5. Емпедокл (490—430 до н. е.)
6. Демокрит (460—370 до н. е.)
7. Фалес (624—547 до н. е.)

### ІІ етап: «Осмислення сутності людини»
1. Сократ (469—399 до н. е.)
2. Платон (427—347 до н. е.)
3. Арістотель (384—322 до н. е.)

### III етап «Автономність особистості— етична проблематика»
1. Антисфен (445—360 до н. е.)
2. Піррон (~ 360—275 / 270 до н. е.)
3. Епікур (341—270 до н. е.)
4. Аполлодор з Селевкії (був у розквіті приблизно 150 р. до н. е.)
5. Аполлодор Фалеронський — послідовник Сократа
6. Аполлодор з Афін (Олександрійський) (II ст. до н. е.) — філософ - епікуреєць, голова епікурейської школи в Афінах.
7. Сенека (~ 2 — 65 рр. н. е.)
8. Епі́ктет (50 — 130 до н. е.)
9. Аврелій Марк (161—180 н. е.)

### Акме у Китаї
1. Конфуцій (551—479 до н.е)
2. Мен-цзи (372—289 до н.е)
3. Сюнь цзи (313—235 до н.е)
4. Мо — ци (479—400 до н.е)
5. Хань Фей (280—233 до н.е)

## Акме в Індії
Акмеологічні досягнення у філософії Древньої Індії описані у ведичній літературі. У Ведах (Арманьяках) розповідається про атман (у перекладі «Сам»), тобто про сутність живого організму. У Джайнізмі стверджувалося про перевагу знань метою досягнення звільнення від «страстей» та роз'єднання душі і матерії. У Буддизмі наголошується на єдності знання і моралі, досягненні стану нірвани. У філософії Санкх'я підкреслювалося залежність страждань від не знання. У філософії Йоги головне це усвідомлення «я», як вільного духу, що стоїть вище матеріального; абсолютне Акме - досягається за рахунок «чистої свідомості». У всіх філософіях основним мотивом було звільнення від страждань за рахунок досягнення досконалості; Акме розумілося як звільнення душі від влади матерії.

### Акме у середньовічній філософії
1. Філон Олександрійський (1 ст. н. е.)
2. Климент Олександрійський (150—215 н. е.)
3. Оріген Олександрійський (185—215 н. е.)
4. Тертулліан (160—220 н. е.)
5. Аврелій Августин (353—430 рр.)

### Акме— схоластика (грец. шкільний, вчений)
1. Боецій (480—524 рр.)
2. Фома Аквінський (1225—1274 рр.)

### Акме— християнська містика (с. 84)
1. Бернар Клервоський (1090—1153)
2. Йоан Екгарт фон Гохгайм (1260—1327)
3. Ібн Рушд (1126—1198)

### Акме епохи Відродження— XIV—XVIст. (с. 88)
1. Манетті (1396—1459)
2. Ф. Петрарка (1304—1374)
3. К. Салютатті (1331—1406)
4. Л. Бруні (1374—1444)
5. П. Брагголіні (1380—1459)
6. Л. Альберті (1404 1472)
7. Піко делла Мірандолла (1463—1499)
8. Н. Макіавеллі (1469—1527)
9. Т. Мор (1478—1535)
10. Т. Кампанелла (1568—1639)
11. М. Монтень (1533—1592)

### Акме Нового Часу— як перемога над природою
1. Г.Галілей (1564—1642)
2. Ф. Бекон (1561—1626)
3. Т. Гоббс (1588—1704)
4. Д. Локк (1632—1704)

### Акме- Людини— як підпорядкування розуму
- Б. Спіноза (1632—1677)
- Глобальне Акме як Світова гармонія
- Г.Лейбніц (1646 1716)

### Акме епохи «просвітництва» або відродження
1. Вольтер (1694—1778)
2. Ж. Руссо (1712—1778)
3. Ж. Ламетрі (1709 1751)
4. П. Гольбах (1723—1789)
5. К. Гельвецій (1715—1771)
6. Д. Дідро (1713—1784)
7. В. А. Моцарт (1756—1791)

### Акме у німецькій класичній філософії
1. І. Кант (1724—1804)
2. Огюст Конт (1798—1857) — ввів термін «соціоніка».
3. Йоган Готліб Фіхте (1762—1814) — «Наукологія — Наука всіх наук».
4. Г. Гегель (1770—1831)

### Акме як аскетичний квієтизм (лат. quietus = спокійний, бездіяльний)
- А. Шопенгауер (1788—1860)

### Акме як віра і відмова від розуму
С. К'єркегор (1813—1855)

### Акме як воля до влади
Ф. Ніцше (1844—1900)

### Акме як сублімація статевого потягу
З. Фрейд (1856—1939)

### Акме у неотомізмі (""Союз розуму і віри)
Ж. Мартен (1882—1973)

### Акме у екзистенціалізмі («існування», відображення внутрішнього світу людини)
1. М. Хайдегер (1889—1976)
2. Ж. П. Сартр (1905—1980)
3. К. Ясперс (1883—1964)

### У російській філософії (удосконалення людини)
1. В. Н. Татіщев (1686—1750)
2. М. В. Ломоносов (1711—1765)
3. Я. П. Козельський (1728—1794)
4. С. Е. Десніцкій (1740—1789)
5. А. І. Галич (1783—1848) — «Людинознавство»
6. Н. В. Станкевич (1813—1840)

### Акме- як єдність почуття, віри, розуму
1. А. С. Хомяков (1804—1860)
2. І. В. Кіреєвскій (1806—1856)

### Акме- Людини— як вільної особистості
1. А. І. Герцен (1812—1870)
2. Н. Г. Чернишевський (1828—1889)

### Акме- як потяг до ідеалу
1. П. Л. Лавров (1823—1900)

### Акме- як любов
1. В. С. Соловьев (1853—1900)

### Акме як відродження особистості після падіння
1. Ф. М. Достоєвський (1821—1881)
2. К. Н. Леонтьєв (1831—1891)

### Акме- у космічному масштабі (Акме соціуму)
1. Н. Ф. Федоров (1828—1903)
2. С. Н. Булгаков (1871—1944)
3. Джуліан Соррелл Хакслі (1887—1975)
4. Н. Н. Вавілов1 (887—1943)
5. Е. П. Блаватська (1831—1891)
6. Г. І. Гурджиєв (1677—1949)
7. К.Є Ціолковський (1857—1944)
8. А. Л. Чижевський (1897—1964)
9. В. І. Вернадський (1863—1945)

### Акме як єдність духовного і тілесного
1. В. В. Розанов (1859—1919)

### Акме Свобода як творчість
1. Н. А. Бердяєв (1874 1948)
2. Л. І. Шестов (1866 1938)
3. П. Д. Успенський (1874—1944)
4. Д. Л. Анреєв (1906—1959)
5. М. О. Рибніков (1880—1961)

### Акмеологи
1. Л. А. Фейербах (1804—1872)
2. Я. Н. Миклухо-Маклай (1846—1888)
3. Карл Берр (1792—1876)
4. І. М. Белінський (1811—1848)
5. І. П. Мержеєвський (1838—1908)
6. І. М. Сєченов (1829—1905)
7. В. М. Бехтерев (1857—1927)
8. І. П. Павлов (1849—1936)
9. А. А. Ухтомский (1875—1942)
10. Олдос Леонард Хакслі (1894—1963)
11. П. К. Анохін (1898—1974)
12. Б. Г. Ананьєв (1907—1972)

### Сучасні
1. Н. В. Кузьміна.
2. А. А. Бодальов.
3. Альбуханова- Славська.
4. А. Д. Бейсман.
5. Ю. А. Гагін.
6. П. А. Флоренський.
7. І. П. Волков.
8. В. П. Бранський.
9. С. Д. Пожарський.
10. А. А. Деркач.
11. А. В. Гагарін

### В Україні
1. Татаковский М. С. «Акмеология. Эрос и личность» (М. «МЖ Панорама», 1992 г. 313 стр.
2. Антонов В. М. Інтелектуально-математичний менеджмент: кіберакмеологічна концепція: Монографія — К.: КНТ. — 2007. — 528 с.